# József Rippl-Rónai
Dans le nom hongrois Rippl-Rónai József, le nom de famille précède le prénom, mais cet article utilise l’ordre habituel en français József Rippl-Rónai, où le prénom précède le nom.
József Rippl-Rónai ([ˈjoːʒɛf], [ˈɾipɛlˈɾoːnɒi]), né le 23 mai 1861 et mort le 25 novembre 1927 à Kaposvár, est un peintre hongrois.

## Biographie
Aîné de quatre fils avec un père instituteur puis proviseur, passionné de peinture, József Rippl-Rónai part pour Munich en 1884 et étudie trois ans à l'Académie des arts plastiques. Il se rend ensuite à Paris où il produit des toiles pour le peintre en vogue Mihály Munkácsy que celui-ci signe. Il le quitte en 1890, après avoir passé l'été à Pont Aven en 1889 et découvert une peinture qui l'enthousiasme. Il vit désormais avec son modèle Lazarine Baudrion qui deviendra son épouse. Une première exposition personnelle au palais Galliéra en 1892 lui apporte des critiques élogieuses et des ventes nombreuses. En 1893, il expose chez Le Barc de Boutteville avec les Nabis. L'année suivante il devient le Nabi hongrois rencontre Cézanne, Gauguin, Toulouse-Lautrec. Il expose désormais avec les Nabis notamment chez Bing en 1895. En 1899 il aura l'honneur d'une exposition personnelle de 130 œuvres. En Hongrie où il expose, il rencontre le Comte Andrássy qui sera son mécène. Il essaye de développer l'Art décoratif moderne en Hongrie mais sans grand succès. De retour à Paris, il expose avec les Nabis et chez Durand-Ruel des tableaux qui ne sont pas des nouveautés. À Banyuls-sur-Mer, chez Maillol, il prend conscience de la nature profonde et sensuelle et veut peindre sur le vif et d'après nature. À son retour en Hongrie, une grande exposition de plus de 200 œuvres lui est consacrée à l'Hôtel Royal de Budapest. Il fait quelques voyages, des retours à Paris, il peint dans son village natal à Kaposvár. En 1911, il publie ses mémoires et s'installe à Budapest, et l'année suivante, compose le portrait du grand collectionneur Marcell Nemes (musée Rippl-Rónai, Kaposvár).
En 1921, artiste reconnu, sa santé se dégrade et il effectue de longs séjours en sanatorium. Il meurt le 25 novembre 1927.

## Œuvre
D'une réticence naturelle aux théories, il ne s'enferma dans aucune. La découverte de Pont Aven et de Gauguin surtout, lui fit prendre conscience d'un art différent possible et nécessaire. Par son ami James Pitcairn-Knowles, il avait des contacts avec les préraphaélites anglais et avec l'art de Whistler. Ce fut une période où sa palette fut retenue, sa période noire. Il peignit des femmes sublimées, des silhouettes élancées, avec des moyens picturaux restreins qui exprimaient beaucoup. Des Nabis il ne prit pas immédiatement les couleurs, mais la perspective absente ou fausse, le cerne, les aplats, la simplification, pas l'ésotérisme.
L'automne 1899 à Banyuls-sur-Mer chez Maillol lui donna le goût de peindre plus joyeux : « je vis tout en couleurs mais pas encore en soleil ». De retour en Hongrie il peignit des intérieurs aux couleurs vives, rutilants, les contours disparurent, les couleurs pures et sans mélange apparurent posées par taches. Il définit une technique qu'il appela grain de maïs dont l'effet décoratif est évident, en aplats cernés puis remplis de couleurs vives épaisses, autonomes qui tissent une sorte de toile et désormais éloignée des théories Nabies sinon dans le goût de la recherche de nouvelles formes et qui confère à son œuvre une modernité nouvelle.
- Femme en robe à pois blancs, 1889-1892, huile sur toile, 186 × 75 cm, Galerie nationale hongroise[2]

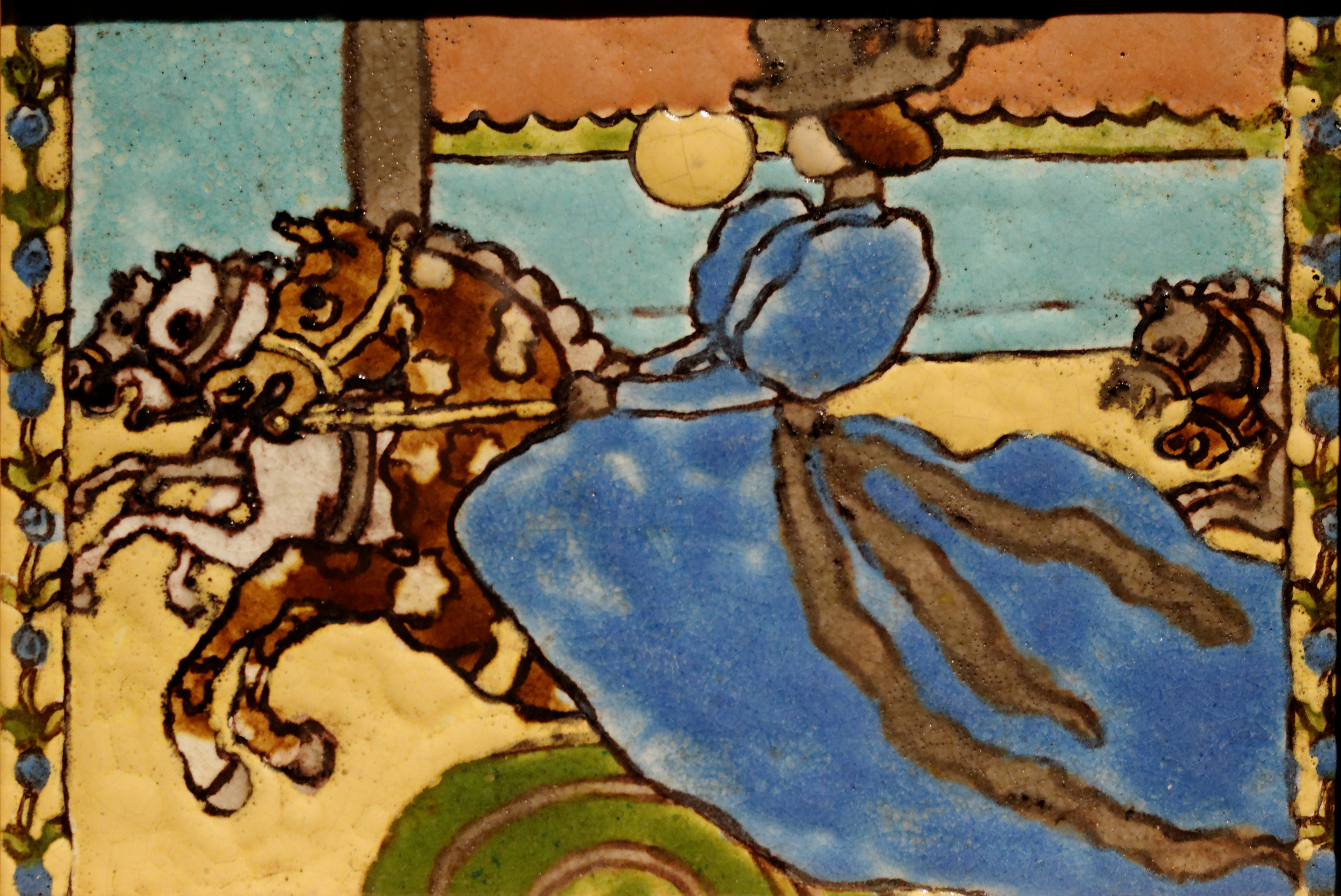
Carrousel. Céramique peinte (1897)
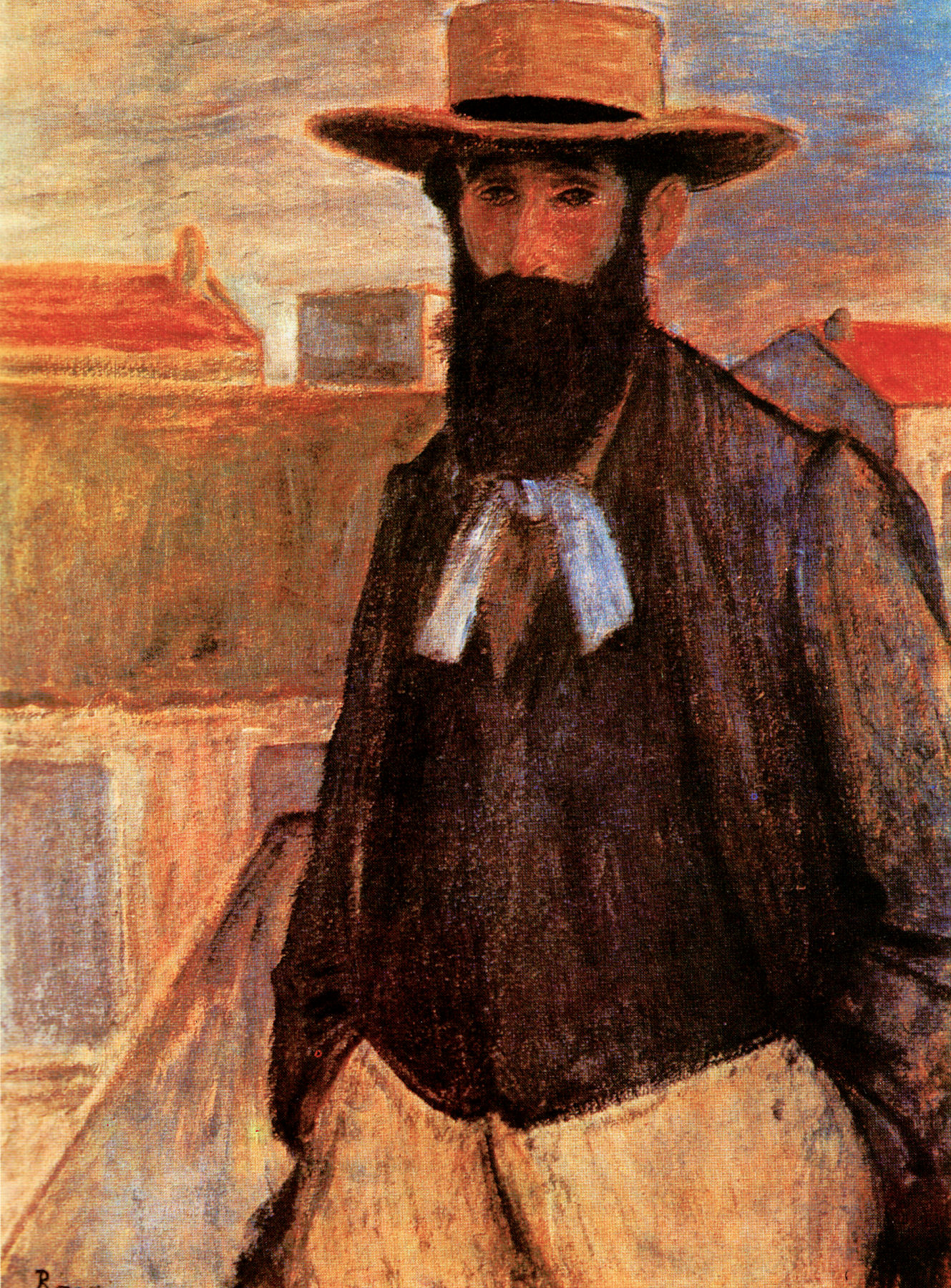
Portrait d'Aristide Maillol (1899)
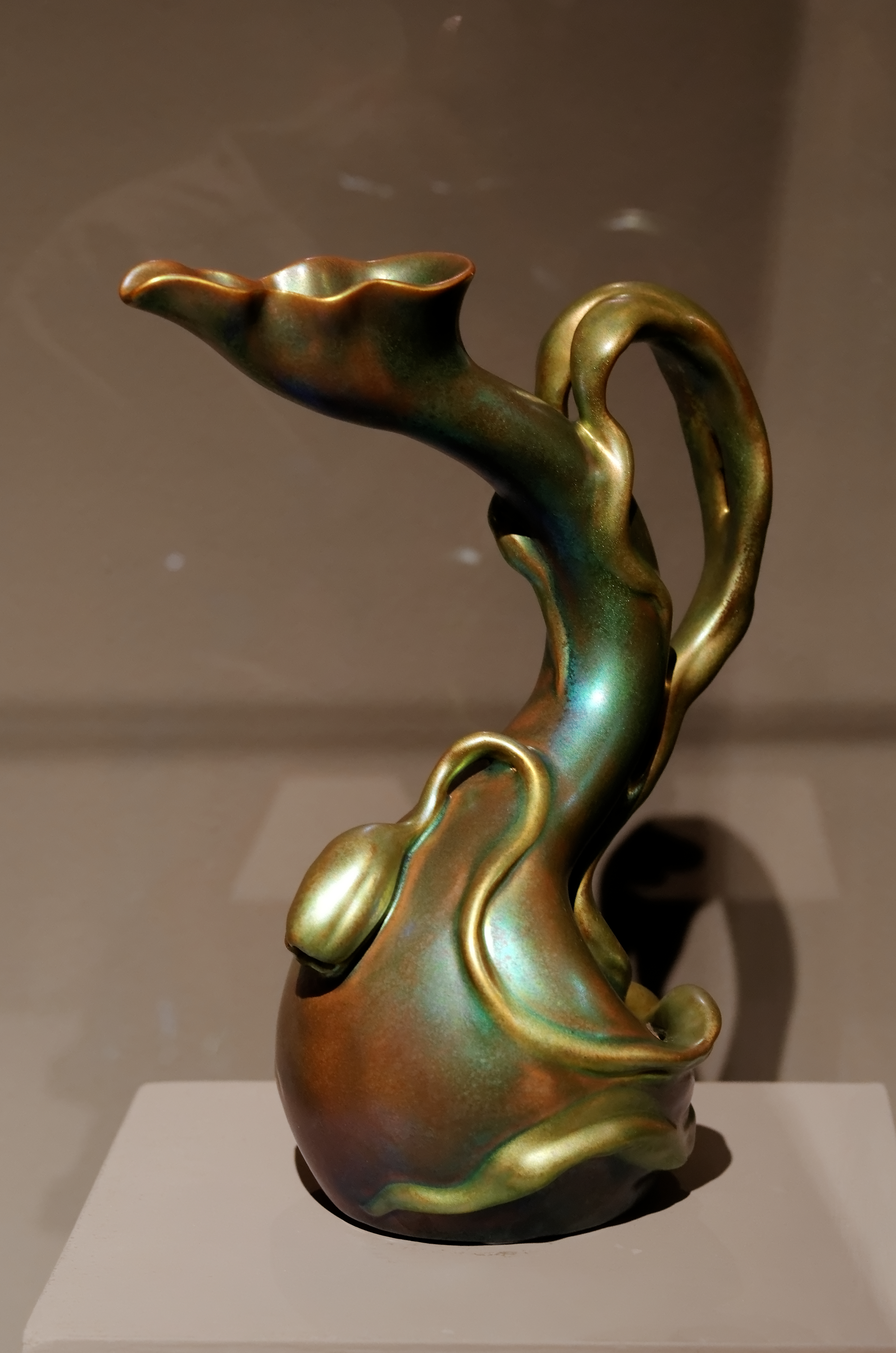
Vase de la manufacture de porcelaine Zsolnay, d'après un dessin de József Rippl-Rónai (1899)
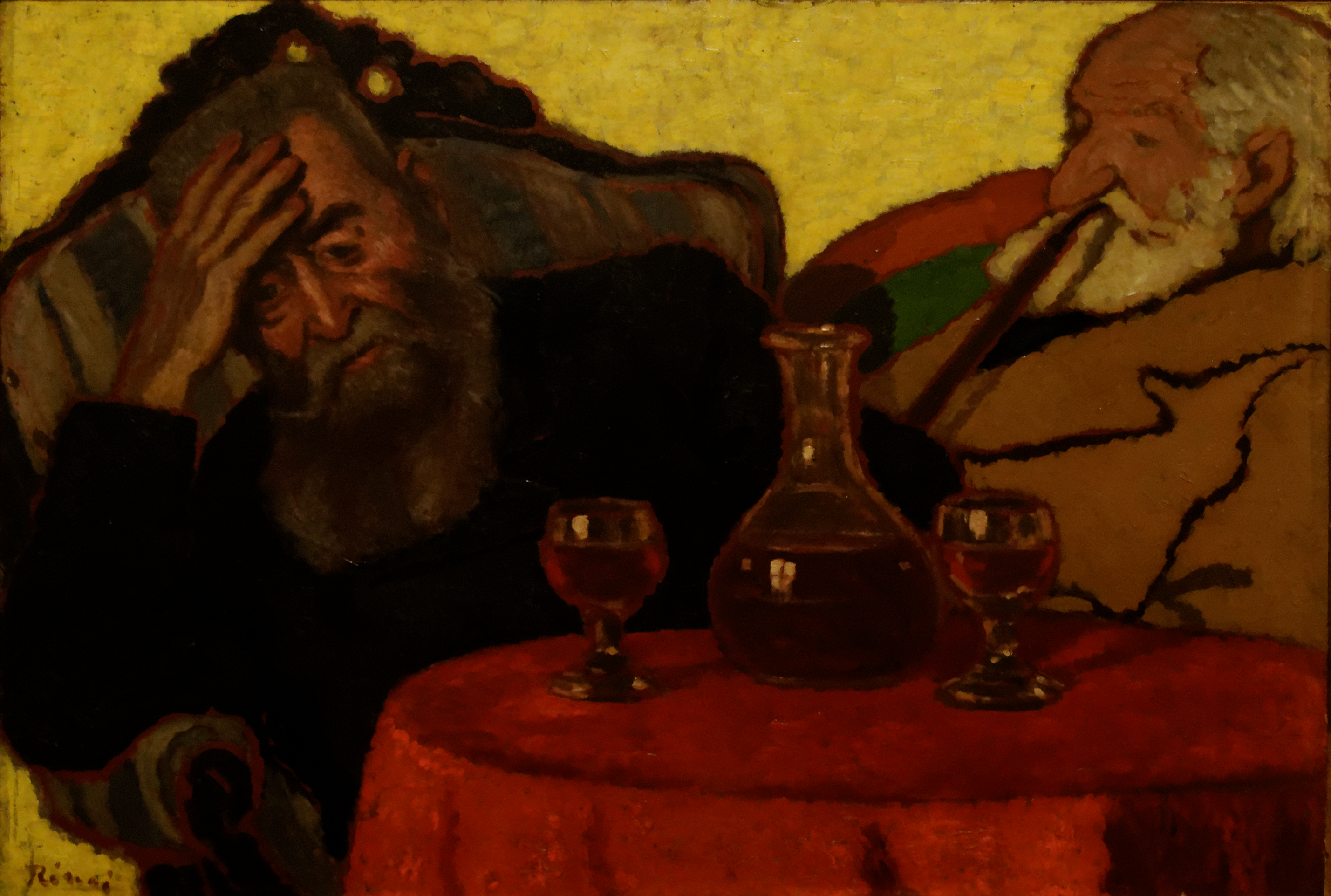
Père et oncle Piacsek buvant du vin rouge (1907)
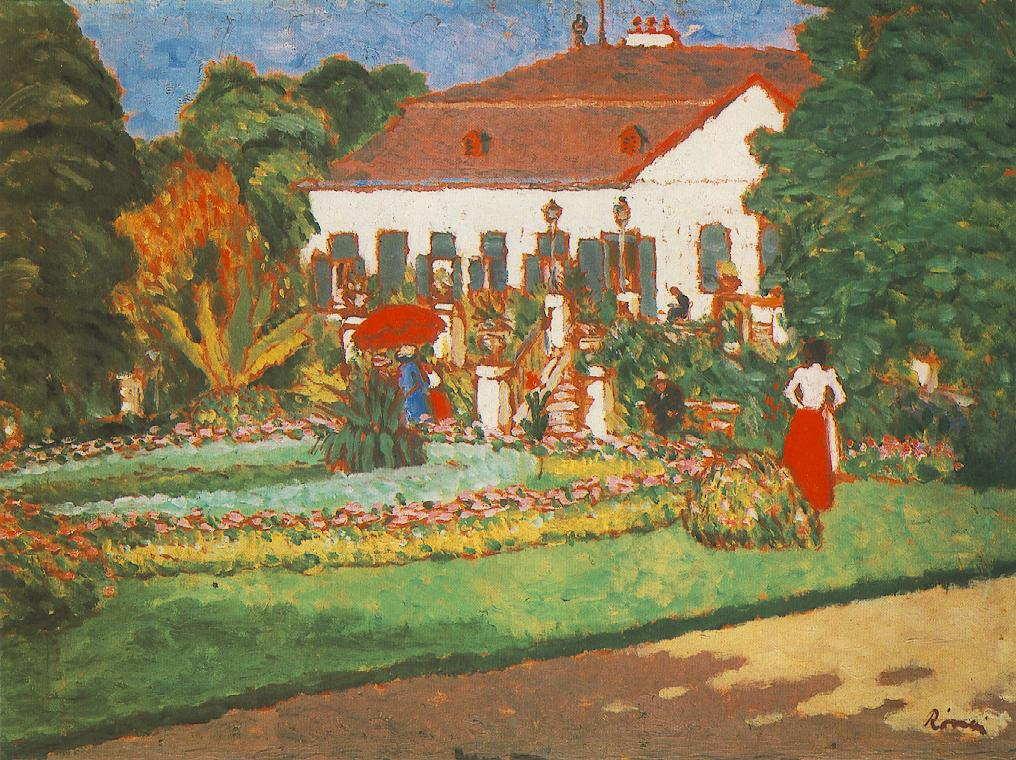
Le manoir de Körtvélyes (vers 1907)
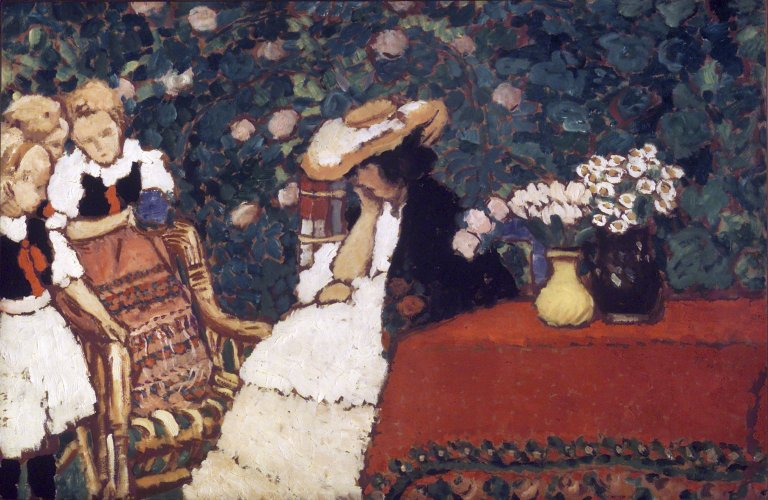
Femme avec trois filles (entre 1907 et 1911)
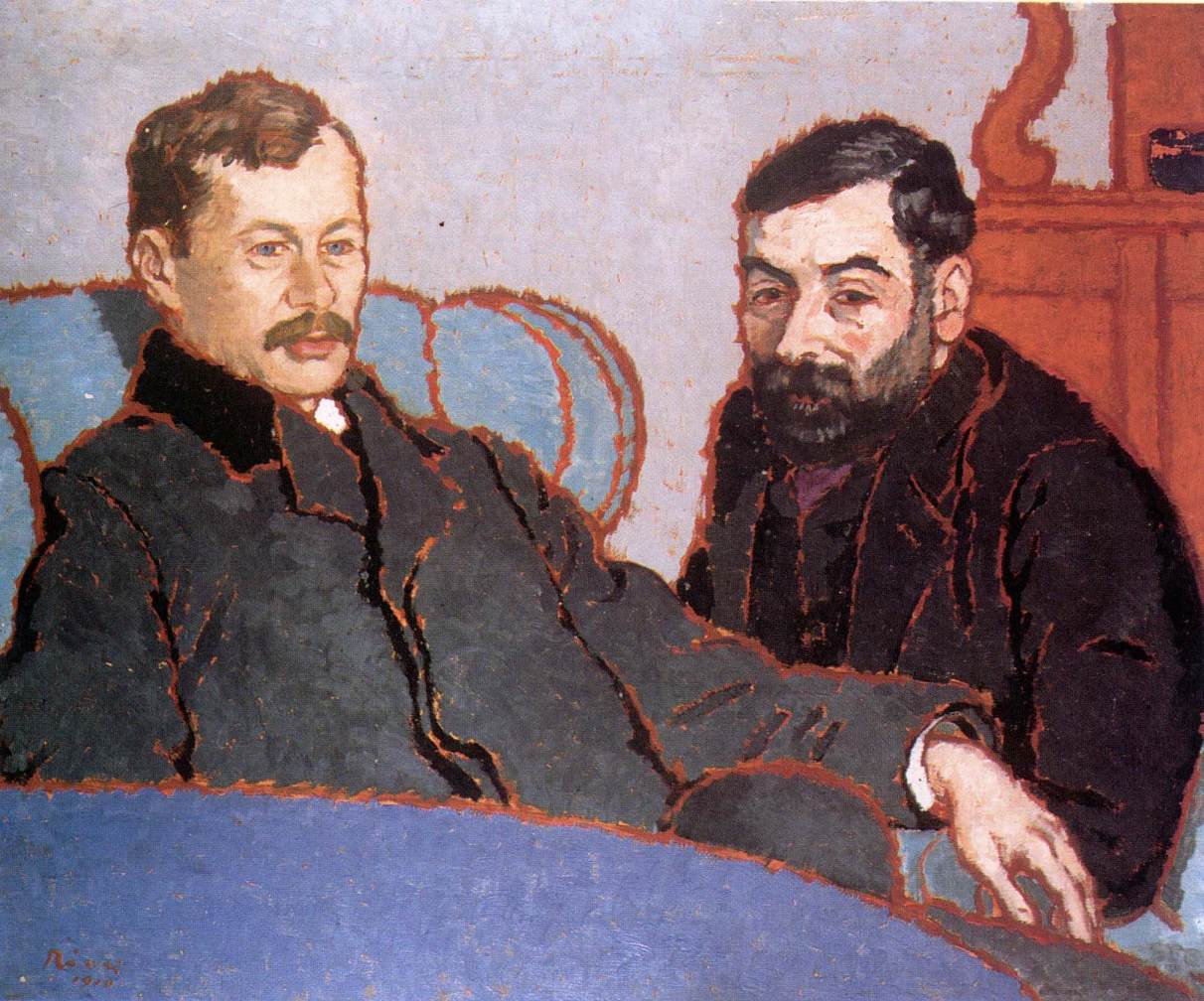
Elek Petrovics et Simon Meller (1910)
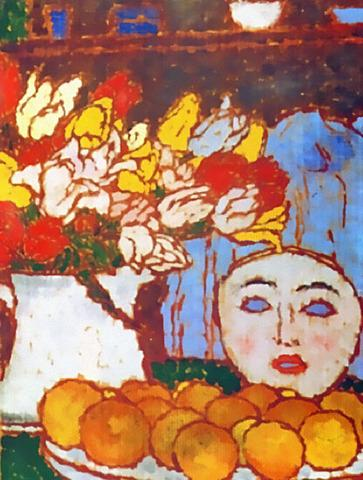
Nature morte au masque (1910)
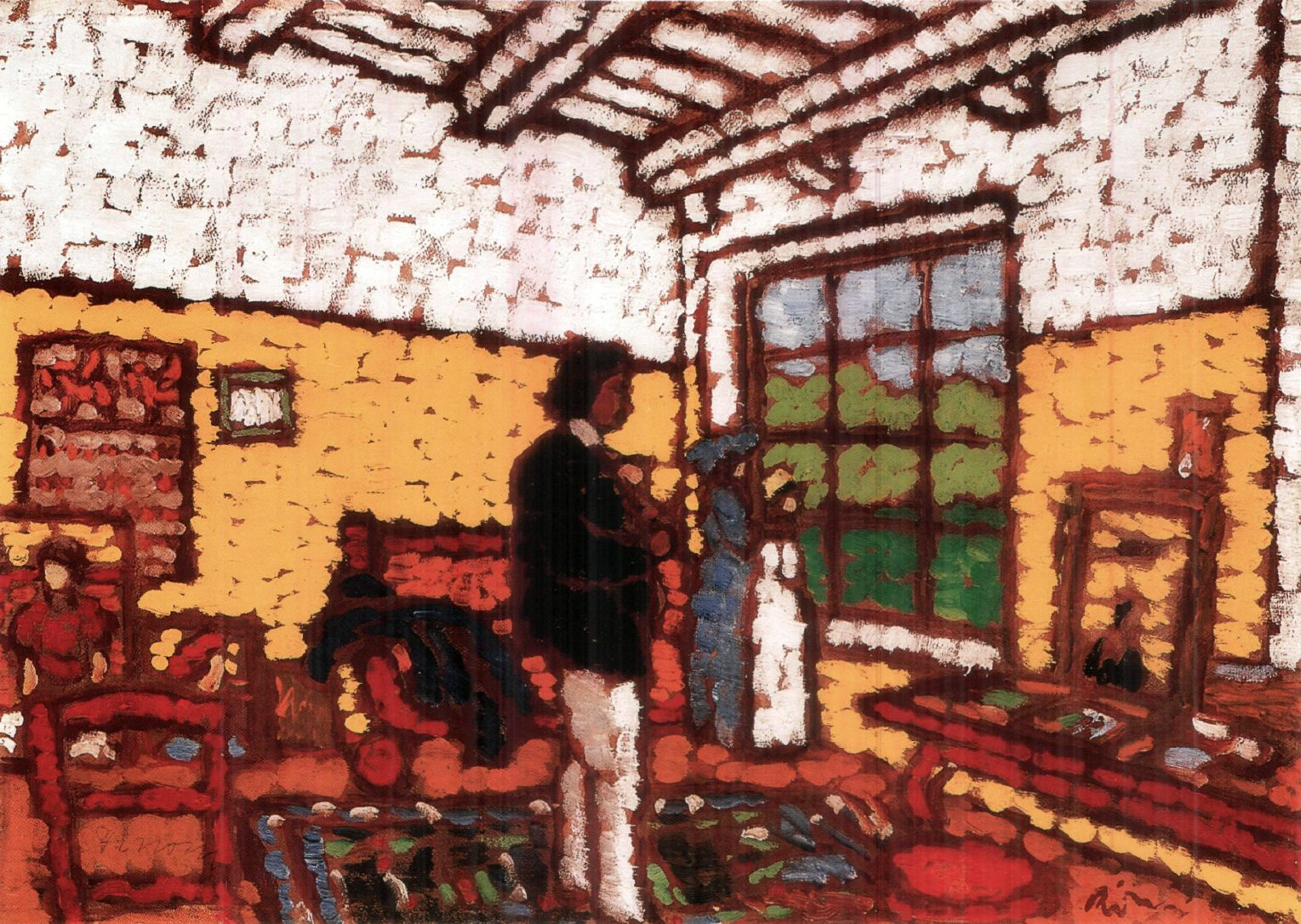
Atelier à Kaposvár (1911)
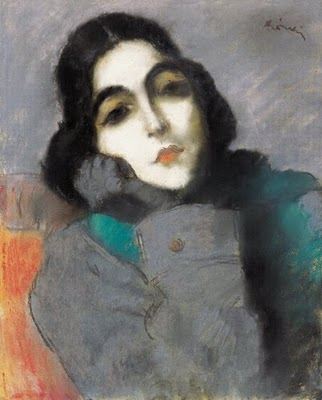
Portrait de Zdenka Ticharich (1921)